# 程一笑
程一笑（1985年—）是一位中国企业家，快手联合创始人、董事长以及首席执行官。

## 生平
程一笑于1985年出生于辽宁省铁岭市，2007年毕业于东北大学，之后进入惠普大连分公司。2009年，他加入人人网，担任软件开发师。2011年，创建“GIF快手”。在晨兴资本首席执行官张斐撮合下认识宿华，2014年，两人共同创建快手，后出任公司首席产品官。
2021年10月29日，程一笑接替宿华担任快手首席执行官一职。2023年10月29日，他获委任为快手董事长。